# جان پاسکین تیلور
جان پاسکین تیلور (انگلیسی: John Paskin Taylor; ۱۸ مارس ۱۹۲۸ – ۹ مارس ۲۰۱۵) بازیکن هاکی روی چمن اهل بریتانیا بود.